# Ápis (rei de Sicião)
Ápis, rei de Sicião, era filho de Telchis, filho de Europs, filho de Egialeu. Antes de Pélops chegar a Olímpia, Ápis governou todas as terras ao sul do istmo de Corinto, e chamou a região toda de Ápia. Ele é o pai de Thelxion.
Na lista dos reis de Sicião em Eusébio de Cesareia, que ele atribui a Castor de Rodes, Ápis foi o quarto rei, tendo reinado por vinte e cinco anos. Jerônimo de Estridão calculou as datas do reinado de Ápis como entre 1972 a.C. e 1947 a.C..